# Llista de partits polítics de Moçambic
Aquest és un article sobre la Llista de partits polítics de Moçambic.
Moçambic té un sistema bipartidista, el que significa que hi ha dos partits polítics dominants, amb extrema dificultat per a qualsevol d'aconseguir l'èxit electoral sota la bandera de qualsevol altra partit.

## Partits actius
- Front d'Alliberament de Moçambic (Frente de Libertação de Moçambique) FRELIMO
- Resistència Nacional Moçambiquesa-Unió Electoral
  - Resistència Nacional Moçambiquesa (Resistência Nacional Moçambicana) RENAMO
  - Aliança Independent de Moçambic (Aliança Independentr de Moçambique)
  - Moviment Nacionalista de Moçambic (Movimento Nacionalista Moçambicano)
  - Partit de la Convenció Nacional (Partido de Convenção Nacional)
  - Partit d'Unitat Nacional (Partido de Unidade Nacional)
  - Front Liberal (Frente Liberal (FL))
  - Front d'Acció Patriòtica (Frente de Ação Patriòtica)
  - Partit Popular de Moçambic (Partido Popular de Moçambic)
  - Front Unit de Moçambic (Frente Unida de Moçambic)
- Partit per la Pau, Democràcia i Desenvolupament (Partido para a Paz, Democracia e Desenvolvimento)
- Partit Independent de Moçambic (Partido Independente de Moçambique)
- Partit Liberal Democràtic de Moçambic (Partido Liberal e Democrático de Moçambique)
- Ampliació del Partit Social de Moçambic
- Partit de Reconciliació Nacional
- Partit de la Llibertat i la Solidaritat
- Partit Social Liberal i Democràtic (Partido Social-Liberal e Democrático)
- Partit dels Verds de Moçambic (Partido dos Verdes de Moçambique)

## Partits desapareguts
- Partit Comunista de Moçambic (Partido Comunista de Moçambique)
- Unió Democràtica Nacional de Moçambic (União Democrática Nacional de Moçambique)